# Chiesa della Natività di Maria (Nule)
La chiesa della Natività di Maria è un edificio religioso situato a Nule, centro abitato della Sardegna centrale. Consacrata al culto cattolico è sede dell'omonima parrocchia e fa parte della diocesi di Ozieri.

La chiesa, edificata in stile gotico-aragonese, risale al 1601 come riportato sul fonte battesimale. È caratterizzata dalla presenza di due campanili uno dei quali di inconsueta forma cilindrica, forse unico esemplare in tutta la Sardegna.

La chiesa è impreziosita dalla presenza di un altare ligneo di età barocca di pregevole fattura e da numerosi dipinti di valore storico e artistico, alcuni del pittore cagliaritano Antonio Caboni (1786-1874).